# Tropikkungstyrann
Tropikkungstyrann (Tyrannus melancholicus) är en fågelart i familjen tyranner (Tyrannidae) i ordningen tättingar.

## Utseende
Tropisk kungstyrann är en 20 centimeter lång fågel med grått huvud, vit hals, bruna vingar, gul undersida och en kraftfull näbb. Den har en orange fläck på huvudet som ofta inte syns.

## Utbredning och systematik
Tropikkungstyrann är en vanlig fågel som man påträffar i öppen terräng. Den har också anpassat sig till livet i staden. Den häckar i Centralamerika till centrala Argentina, men saknas från södra Peru och Chile.
Arten delas in i tre underarter med följande utbredning:
- Tyrannus melancholicus satrapa – södra Arizona till norra Colombia och norra Venezuela samt i Trinidad och Tobago
- Tyrannus melancholicus despotes – nordöstra Brasilien (Amapá, Maranhão och Ceará till Bahia)
- Tyrannus melancholicus melancholicus – tropiska norra Sydamerika till centrala Argentina och Brasilien

## Beteende
Tropikkungstyrannen är aggressiv mot inkräktare och jagar ofta bort betydligt större fåglar.

## Status och hot
Arten har ett stort utbredningsområde och en stor population, och tros öka i antal. Utifrån dessa kriterier kategoriserar internationella naturvårdsunionen IUCN arten som livskraftig (LC). Beståndet uppskattas bestå av hela 200 miljoner häckande individer.

## Namn
Fågeln kallades på svenska tidigare tropisk kungstyrann.